# Ua Briain
La Dinastía O'Brien (irlandés clásico: , (Moderno en irlandés: Ua Briain Ó Briain, IPA: [oːˈbʲɾʲiənʲ]), genitivo Uí Bhriain, IPA: ) es una casa real y noble fundada en el siglo X por Brian Boru de los Dál gCais o Dalcasianos. Tras convertirse en Rey de Munster, por conquista se estableció como Ard Rí na hÉireann (Rey Supremo de Irlanda). Los descendientes de Brian llevaron así el nombre Ó Briain, y continuaron gobernando Munster hasta el siglo XII cuando su territorio quedó reducido al Reino de Thomond que retendrían por otros cinco siglos.
En total, cuatro Ó Briains gobernaron Munster, y dos ocuparon con oposición la Corona Suprema Irlanda. Después de la partición de Munster entre Thomond y el Reino de Desmond de los MacCarthy por Tairrdelbach Ua Conchobair en el siglo XII, la dinastía iría en para proporcionar alrededor de treinta monarcas de Thomond hasta 1542. Durante parte de este periodo a finales del siglo XIII, entraron en conflicto con la familia Normanda de Clare, por el dominio de Thomond. El último Ó Briain en reinar en Thomond fue Murrough Ó Briain que entregó su soberanía al nuevo Reino de Irlanda creado por Enrique VIII de la Casa de Tudor, recibiendo a cambio el título de Conde de Thomond en virtud de la política de rendición y reconcesión. Hoy la cabeza de familia lleva el título de Príncipe de Thomond, y según la sucesión a veces también el de Barón Inchiquin.
Durante el tiempo que los Ó Briains gobernaron en la Irlanda medieval, el sistema de tanistry fue utilizado para decidir la sucesión, más que la primogenitura utilizada en gran parte de la Europa feudal. El sistema en efecto era una monarquía dinástica pero por elección familiar y aristocrática, en el sentido que la familia real escogió el candidato varón más apropiado de entre las relaciones familiares paternas—roydammna (aquellos de material reinable) en lugar de que corona pasara automáticamente al hijo mayor. Esto ocasionaba en ocasiones amargos enfrentamientos y guerras familiares. Desde 1542, la cabeza de la casa Ó Briain adoptó la primogenitura para decidir sucesión de los títulos.

## Convenciones de nombre
| Macho    | Hija       | Mujer (Largo)   | Mujer (Corto) |
| -------- | ---------- | --------------- | ------------- |
| Ó Briain | Ní Bhriain | Bean Uí Bhriain | Uí Bhriain    |

## Contexto
Los Ó Brian emergieron como jefes de la tribu de Dál gCais en el suroeste de Irlanda — un cohesionado conjunto de familias relacionado por sangre, todos afirmando descender de un antepasado común de Cas, sexto en la línea de Cormac Cas. En los Anales de los Cuatro Maestros, se dice que el padre de Cormac Cas fue Oilioll Olum, que fue, según la tradición, Rey de Munster y Leinster en el siglo III. Tal conexión habría significado que la tribu estaba emparentada con los Eoghanachta que habían dominado Munster desde varios siglos antes. Mientras las mitologías de fundador eran muy comunes en la antigüedad y el mundo medieval, tal conexión es generalmente considerada como políticamente motivado en el contexto del crecimiento de los Dalcasianos.
En cambio, las historias académicas generalmente consideran a los Dalcasianos como los Déisi Tuaisceart, después de adoptar un nuevo nombre— grabado por vez primera en el año 934 en los Anales de Inisfallen. Los Déisi, un pueblo cuyo nombre significa literalmente vasallos, se ubicaban originalmente en lo que hoy es Waterford, sur de Tipperary y Limerick; el modelo histórico de O'Rahilly' les consider étnicamente como Érainn; el grupo se fracturó entre los Déisi Muman que continuarían habitando los territorios de Waterford y Tipperary, mientras los Déisi occidentales controlarían las áreas a ambos lados del Shannon. Durante el siglo VIII, estos últimos se dividieron nuevamente entre Déisi Deiscirt y Déisi Tuaisceart que se convertiría en los Dalcasianos. Los antepasados prehistóricos de los Déisi Tuisceart y Dál gCais pudieron haber sido el una vez prominente pueblo Érainn conocido como Mairtine.
Fue durante este siglo cuando la tribu anexionó a Munster el territorio del actual condado de Clare y lo convirtió en su hogar. Conquistado de los debilitados Uí Fiachrach Aidhne anteriormente había formado parte de Connacht pero fue rebautizado Thomond (Tuamhain, significando norte de Munster). Después de obtener influencia sobre otras tribus de la zona como los Corcu Mruad y Corcu Baiscinn, los Dalcasianos coronaron a Cennétig mac Lorcáin como Rey de Thomond, falleciendo en 951. Su hijo Mathgamain mac Cennétig expandió su territorio aún más según los Anales de Ulster; capturando la Roca de Cashel, capital de los Eoghanachta, los Dalcasianos se convirtieron en reyes de Cashel y Munster por primera vez en la historia.
Mathgamain junto a su hermano menor Brian Boru inició una serie de campañas militares como la Batalla de Sulcoit, contra los vikingos de Limerick, gobernado por Ivar. Los dalcasiones consiguieron saquear joyas, oro y plata y encontrando "suaves, jóvenes y brillantes chicas, mujeres envueltas en seda y activos y bien formados chicos". Los hombres aptos para la guerra fueron ejecutados en Saingel, mientras que el resto fueron tomados como esclavos. A través de su reinado Mathgamain compitió con su rival Eoghanachta Máel Muad mac Brain. Mathgamain solo fue derrotado a través de la traición; asistió a una reunión, creyéndola amistosa, pero Donnubán mac Cathail, le entregó encima a sus enemigos y fue ejecutado en 976. La corona de Munster pasó brevemente a los Eoghanachta por dos años hasta que Brian Boru vengó exhaustivamente vengó a su hermano, derrotando y matando a Máel Muad en la Batalla de Belach Lechta.

## Ascenso de Brian Boru

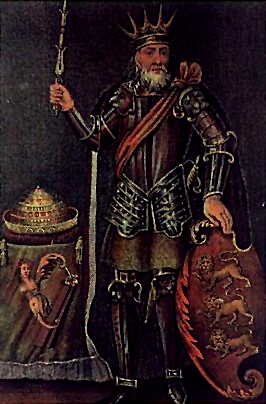
Brian Boru, Rey Alto.

Al año siguiente Brian se enfrentó a los nórdicos de Limerick en Scattery donde existía un monasterio. Como todos los contendientes eran cristianos, cuando su rey Ivar y sus hijos se refugiaron en el monasterio, Brian lo profanó y los mató en el santuario; los Vikingos de Limerick habían asesinado previamente a la madre de Brian. Los dalcasianos atacaron después a los responsables de la muerte de Mathgamain, los Eoghanachta representados por Donovan y Molloy. Se envió un mensaje a Molloy, donde Murrough, el hijo de Brian le desafiaba a un combate singular; finalmente tuvo lugar la Batalla de Belach Lechta en la que Molloy y 1.200 de sus soldados murieron. Donovan fue destruido junto con Aralt, su cuñado y el último hijo de Ivar, elegido rey de los Daneses y los Extranjeros de Munster, en la fortaleza de Donovan de Cathair Cuan, que Brian arrasó. Brian Boru era ahora Rey de Munster.
La ascensión de Brian no pasó inadvertida, no obstante; Máel Sechnaill II de Clann Cholmáin, de la dinastía Uí Néill, que reinaba en Mide y Rey Supremo de Irlanda marchó a Munster con un ejército como aviso a los Dalcasianos. Su ejército taló el árbol de Magh Adhair, que era el sitio real de inauguración dalcasiano. Esto provocó el conflicto entre Máel Sechnaill y Brian, con objeto ambos de ser reconocidos como Rey Supremo.
Finalmente, ambos reyes se repartieron Irlanda entre ellos. Brian obtuvo el control de gran parte del sur de la isla incluyendo Dublín. La paz no duró demasiado, ya que Brian utilizó el poder adquirido en Dublín y Leinster para encabezar un ataque contra Máel Sechnaill que acabó en derrota y forzó a Brian a reconsiderar el ataque al norte. La guerra continuó pero Brian finalmente forzaría a Máel Sechnaill a aceptar su autoridad cuando los Uí Néill del norte rechazaron darle su apoyo. Pese a esta derrota, Máel Sechnaill se convertiría en uno de los mayores aliados de Brian. Finalmente, los Uí Néill del norte aceptarían también la supremacía de Brian, inusualmente de manera pacífica, mediante la mediación del clero. Una vez conseguida la sumisión de los reyes más poderosos de la isla, los reinos pequeños se plegaron fácilmente a aceptar el mandato de Brian.

## Dinastas
- Donnchad mac Briain, Rey de Munster
- Tadc mac Briain, asesinado por Donnchad en 1023
- Toirdelbach Ua Briain, Rey de Munster y Rey Supremo de Irlanda
- Muirchertach Ua Briain, Rey de Munster y Rey Supremo de Irlanda
- Domnall Gerrlámhach, Rey de Dublín
- Conchobar Ua Briain, Rey de Dublín
- Diarmait Ua Briain, Rey de Munster
- Bjaðmunjo Mýrjartaksdóttir, hija de Muirchertach Ua Briain, mujer de Sigurðr, hijo de Magnús berfœttr, Rey de Noruega.

Condes de Thomond
- Murrough O'Brien, 1.º Conde de Thomond
- Connor O'Brien, 3.º Conde de Thomond
- Donogh O'Brien, 4.º Conde de Thomond
- Barnabas O'Brien, 6.º Conde de Thomond

Condes de Inchiquin
- Murrough O'Brien, 1.º Conde de Inchiquin
- William O'Brien, 4.º Conde de Inchiquin

Marqueses de Thomond
- Murrough O'Brien, 1.os Marqueses de Thomond
- James O'Brien, 3.os Marqueses de Thomond

Barones tempranos Inchiquin
- Barones Inchiquin

Vizcondes de Clare
- Daniel O'Brien, 1.º Viscount Clare
- Daniel O'Brien, 3.º Viscount Clare

MacTadhg Ó Briain de Arann
- Mahon mac Turlough Mantach Ó Briain
- Murrough mac Toirdelbach Ó Briain